# Yngve Iverson
Karl Efraim Yngve Iverson, född den 27 juni 1913 i Ljungby, Kronobergs län, död den 30 december 2005 i Stockholm, var en svensk präst.
Iverson avlade studentexamen i Borås 1933 och teologie kandidatexamen i Lund 1941. Han prästvigdes i Växjö 1941 och blev stiftsadjunkt där 1945. Iverson var sekreterare i Svenska kyrkans diakonistyrelse 1946–1956 och generalsekreterare i Allmänna svenska prästföreningen 1952–1953. Han var tillförordnad komminister i Jönköpings Kristina 1956–1959, kyrkoherde i Borgholm 1959–1962 och direktor för Ersta diakonissanstalt 1963–1978. Iverson blev extra ordinarie hovpredikant 1963 och var ordinarie hovpredikant och ledamot av hovkonsistoriet 1974–1990. Han innehade ett flertal kyrkliga uppdrag, såväl inom Växjö stift som nationellt och internationellt. Iverson publicerade Barn och bio. Utredning angående barns biovanor och filmpåverkan (1948), Söndagsskolan inom svenska kyrkan (1951) och Tro verksam i kärlek – en bok om Ersta (1988). Han blev ledamot av Nordstjärneorden 1962 och tilldelades Hans Majestät Konungens medalj av åttonde storleken i Serafimerordens band 1986. Iverson vilar i minneslund på Galärvarvskyrkogården.